# Santiago de Puringla
Santiago de Puringla es un municipio del departamento de La Paz en la República de Honduras.

## Toponimia
El nombre original de la comunidad fue Alguindia. Puringla: significa en lengua autóctona "Abundancia de Polines". Su nombre es en honor a Santiago el Mayor, santo de la iglesia católica.

## Límites
| Orientación | Límite                                   |
| ----------- | ---------------------------------------- |
| Norte       | Municipio de Masaguara, Intibucá         |
| Norte       | Municipio de Ajuterique, Comayagua       |
| Sur         | Municipio de San Pedro de Tutule, La Paz |
| Sur         | Municipio de Santa María, La Paz         |
| Este        | Municipio de La Paz, La Paz              |
| Oeste       | Municipio de Masaguara, Intibucá         |

Está situado al norte del Río Lepasale y su cabecera, una planicie rodeada por el Río Puringla.

## Historia
En 1691, fue fundada con el nombre de "Puringla".
En 1921 (15 de septiembre), como acto de celebración del centenario de la independencia, se acordó cambiar su nombre por al actual: Santiago de Puringla.

## División Política
Aldeas: 10 (2013)
Caseríos: 68 (2013)
| Código | Aldea                |
| ------ | -------------------- |
| 121801 | Santiago de Puringla |
| 121802 | Cedritos             |
| 121803 | El Higuito           |
| 121804 | El Ocotal            |
| 121805 | El Rancho de Jesús   |
| 121806 | Gualazara            |
| 121807 | Hornitos             |
| 121808 | Huertas              |
| 121809 | Las Delicias         |
| 121810 | San Antonio          |
|        | Ojos de Agua         |
|        | Rauteca              |
|        | Matazano             |